# Генератор на електрически трептения
Генераторите на електрически трептения (наричани още и генератори на електрически колебания), представляват електрическа верига , в която при определени условия е възможно създаването на собствени незатихващи трептения в нейните елементи. Тези генератори са популярни и с наименованието осцилатори, наименование прието като техническо понятие предимно в Западна Европа. Генераторът на електрически трептения е част от по-общото понятие генератор на сигнал, обозначаващо устройство, което може да създава сигнали, независимо от тяхната природа и начин за разпространение. Такива са например акустичните или други сигнали, излъчвани във въздушна, водна или твърда среда. Всеки генератор на сигнали се характеризира със зададени параметри, свързани с произвеждания от него сигнал, като форма, енергетични и статични характеристики, скорост на разпространение и др.
Генераторите на електрически трептения намират широко приложение в съвременните средства за радиокомуникации. Именно генераторите, разработени на базата на електронни лампи, са в основата за създаване на модерни средства за радиоприемане – регенеративния, суперрегенеративния и суперхетеродинния радиоприемници. Те са в основата на електронните схеми, свързани с излъчване на електромагнитни вълни, радиоприемането, разпространение на телевизионните програми, телекомуникации, автоматизирани средства за управление на производствени и други процеси, електронно изчислителната техника.

## Същност на процеса
Генераторите на електрически трептения са средство за преобразуване на постоянния ток в променлив ток с предварително зададени параметри. Затова са необходими основно два компонента – източник на захранващо напрежение и устройство, което в нормален работен режим да преминава винаги в състояние на устойчиво самовъзбуждане и да работи с еднакви изходни параметри при преобразуването като създава незатихващи електрически трептения. Този процес е реализиран качествено едва след създаването на електронната лампа. Откриването на генераторния режим на работа на един усилвател се дължи на въвеждането на положителна обратна връзка във веригата му. При развитието на идеята чрез последващи разработки е възможно постигане на точно определени параметри на изходния сигнал с добавянето на формирователи и електрически филтри.
Маломощните генератори се изграждат подобно на еднотактните усилвателни каскади. По-мощните еднофазни генератори се създават по схема като двутактни усилвателни каскади. Те имат по-високо кпд и позволяват със същите електронни елементи да се постигне почти два пъти по-голяма изходна мощност. Мощността на еднофазния генератор може още да се увеличи ако се приложи електронната четиритактна (мостова) схема. Още по-висока мощност може да се получи при използване на двуфазни и трифазни двутактни или четиритактни генератори

## История
Откритията в областта на радиотехниката и разпространението на електромагнитните вълни, изискват създаването на незатихващи електрически трептения с честота значително по-висока от тази на генераторите за произвеждане на електрическа енергия.
Хайнрих Херц доказва експериментално теорията на Джеймс Максуел за електромагнитните вълни. На основата на Румкорфовата спирала (бобината на Румкорф), създадена от Хайнрих Румкорф (Heinrich Daniel Ruhmkorff), през 1887 г. Херц изобретява, построява и демонстрира искров генератор на електромагнитни вълни. С използването на този генератор започва началния период от развитието на радиопредавателите и радиоприемниците в началото на 20 век. Чрез искровия разряд се произвежда поредица от затихващи електрически колебания, която се използва като носещо колебание. С така генерираните колебания може да се предават дискретни (телеграфни) сигнали. Честотният спектър на излъчваните колебания е много широк, честотно е нестабилен и мощността им не е голяма. С такъв генератор са експериментирали радиовръзка учените Попов и Маркони. Използват се до 1916 – 1918 г.  Груба представа за такъв генератор е индукционната високоволтова бобина, използвана за запалване на горивната смес в бензинов двигател с вътрешно горене.
През 1902 г. се създават дъговите радиопредаватели. Основният генератор е волтова дъга, като се използва падащия участък на волт-амперната ѝ характеристика. Отрицателното съпротивление на дъгата компенсира съпротивлението на загубите на LC колебателния кръг на радиопредавателя и създава възможност за произвеждане на незатихващо електрическо трептене, излъчвано като носещо електромагнитно колебание. С дъгови генератори е възможно за пръв път предаването на говор. Като недостатъци може да се покажат нестабилност на честотата, голяма инерционност, и потребност от поддържане на равномерен дъгов разряд. Използват се само за радиопредаване в дълговълновия обхват. Използвани са до 1920 – 1925 г. 
През 1908 г. се създават електромашинните генератори използвани в електромашинните радиопредаватели. Електрическите генератори за променливо напрежение, подобни на генераторите за производство на електроенергия, произвеждат електрически колебания с много по-висока честота. Имат по-стабилна честота, по-висока изходна мощност от искровите и дъговите, но с тях не може да се постигне много висока честота. Използват се до 1930 г. в дълговълновия обхват.
През 1913 г. немския учен Александер Майснер създава високочестотен електронен генератор на незатихващи хармонични колебания, като използва триодна лампа – т. нар. осцилатор на Майснер. Електронната схема е изпълнена с общ катод, с товар трептящ кръг в изходната анодна верига и трансформаторна положителна обратна връзка към решетката. С това откритие започва ламповият период за генериране на незатихващи трептения в електрическата верига - много важен период в развитието на радиотехниката. 
През 1914 г. американският изобретател Едуин Армстронг патентова електронен генератор. Представлява каскада от триодна радиолампа по схема с общ катод, с трептящ кръг във входната решетъчна верига и трансформаторна положителна обратна връзка.
През 1915 г. американският инженер Ралф Хартли от Western Electric Company разработва т. нар. генератор на Хартли – схема с радиолампа, наричана още индуктивна триточка. За разлика от генератора на Майснер, тази генераторна схема използва автотрансформаторно включване на контура, което определя и по-висока работна честота на генератора от резонансната честота на трептящия му кръг.
През 1919 г. Едуин Колпитц (Edwin H. Colpitts) разработва генератор на Колпитц с електронна лампа и включен трептящ кръг с капацитивен делител на напрежение. Генераторът е наричан още капацитивна триточка.
През 1932 г. американецът Хари Найкуист разработва теорията за устойчивост на усилвателя, която може да се използва и прилага и по отношение на генераторите.
След откриването на квантовомолекулярния генератор с много бърз темп се развива един нов клон на радиоелектрониката – квантовата електроника. Лазерите, които излъчват електромагнитни колебания в оптичния вълнов обхват са кохерентни генератори, намерили широко приложение в свързочната техника.
След тези основни разработки в следващите периоди и до днес се разработват схеми с кварцова и температурна стабилизация на честотата и генератори с различна форма на генерираното трептение, използвани в разнообразните приложения на импулсната техника.

## Класификация на генераторите на електрически трептения

### По формата на изходния сигнал
- Генератори на синусоидални хармонични колебания – генератор на Майснер, генератор на Армстронг, генератор на Хартли, генератор на Колпитц и др.);
- Генератори на првоъгълни импулси – мултивибратори, блокинг-генератори, тактови генератори;
- Функционални генератори на правоъгълни, триъгълни, синусоидални и пакети с импулси за специални радиотехнически цели;
- Генератори на линейно-изменящи се напрежения, специализирани генератори за радиотехнически измервания;
- Генератори на шум.

### По честотния диапазон
- Нискочестотни (НЧ)
- Високочестотни (ВЧ)
- Свръхвисокочестотни (СВЧ)

### По принцип на работа
- LC-генератори на хармонични колебания;
- RC-генератори на хармонични колебания;
- Генератори с кварцови пиезорезонатори, в т. ч. и многотразисторни кварцовостабилизирани генератори (генератори на Батлер и Мичам);
- Блокинг-генератор;
- Генератори на тунелни диоди.

### По предназначение
- Хармоничните електрически трептения се използват в радиокомуникационната техника;
- Генератори на тактови импулси в електронно изчислителната техника, цифрови-програмни устройства за автоматизирано управление, или такива работещи в чакащ режим;
- Генератори за специализирани електрически и радиотехнически измервания (в т. ч. например телевизионната изпитвателна таблица).

## Галерия
- Транзисторни генератори на синусоидални колебания
- Обратна връзка за транзисторен генератор
- Транзисторен генератор с работна честота 1 kHz
- Транзисторен генератор с работна честота 1 MHz